# 1969年长江洪水
1969年长江洪水，是指1969年7月发生于中国长江中下游地区的一场洪灾，主要影响了湖北和安徽地区，是中华人民共和国历史上的重大水灾之一。根据1996年版的《中国历史大洪水》一书记载，1969年7月10-16日，长江流域湖北清江、大别山区、江淮地区等地连降暴雨，雨区横跨东西1200公里、纵贯南北200-300公里（面积达22万平方公里），7天雨量超过200毫米、总降水量722亿立方米。大暴雨引发的洪灾造成湖北、安徽83个县市受灾，共死亡1603人，71万房屋倒塌。当时正值中国大陆“文化大革命”时期，防汛松弛，各级水利机构一度瘫痪，且部分修建于大跃进时期的水库溃坝或失事，加重了伤亡情况。

## 各地灾情

### 安徽

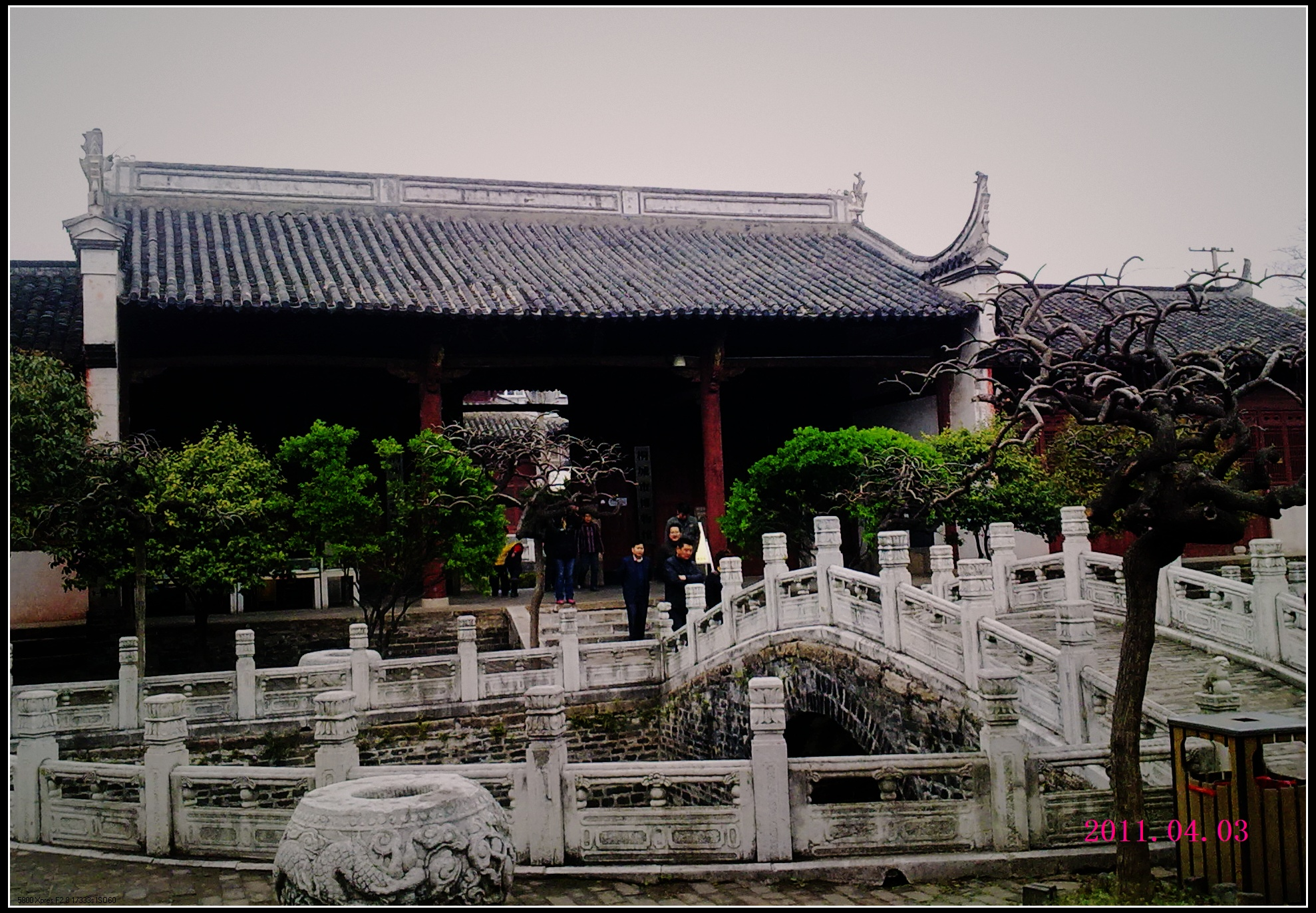
安徽省桐城文庙

安徽省桐城市水灾情况严重，大沙河尖刀咀处的洪水高出圩内地面7-8米，桐城尖刀咀、王圩、彭谢湾三处堤防先后溃口，总长度达2.95公里，致使下游柏年河西岸相继溃口十多处，受灾耕地达11.27万亩，受灾人口达6万余人，死亡73人，经济损失4576.21万元。 另有资料显示，1969年7月14日，桐城邻近的汪洋水库溃坝造成至少上百人死亡，当时正值中国大陆“文化大革命”时期，在汛期到来之前，水库并未提前预作准备（或者说做得很不够）。该水库兴建于1958年的“大跃进”时期，属低标准的水库，库容并不大，虽然水库的坝高达到20多米，但并没有相应的蓄放水闸门，水库放水主要通过开敞式的溢洪道。
安徽省六安市史河的梅山水库出现建库以来的最大洪水，游叶集区淹没农田1.42万亩，倒房100间，损失1082万元。杭埠河的龙河口水库最大入库流量10320立方米每秒，最大下泄流量2150立方米每秒，水库下游圩区广泛被淹，仅舒城县就破圩123处，淹没农田2.6万亩，倒房1.55万间。

### 湖北

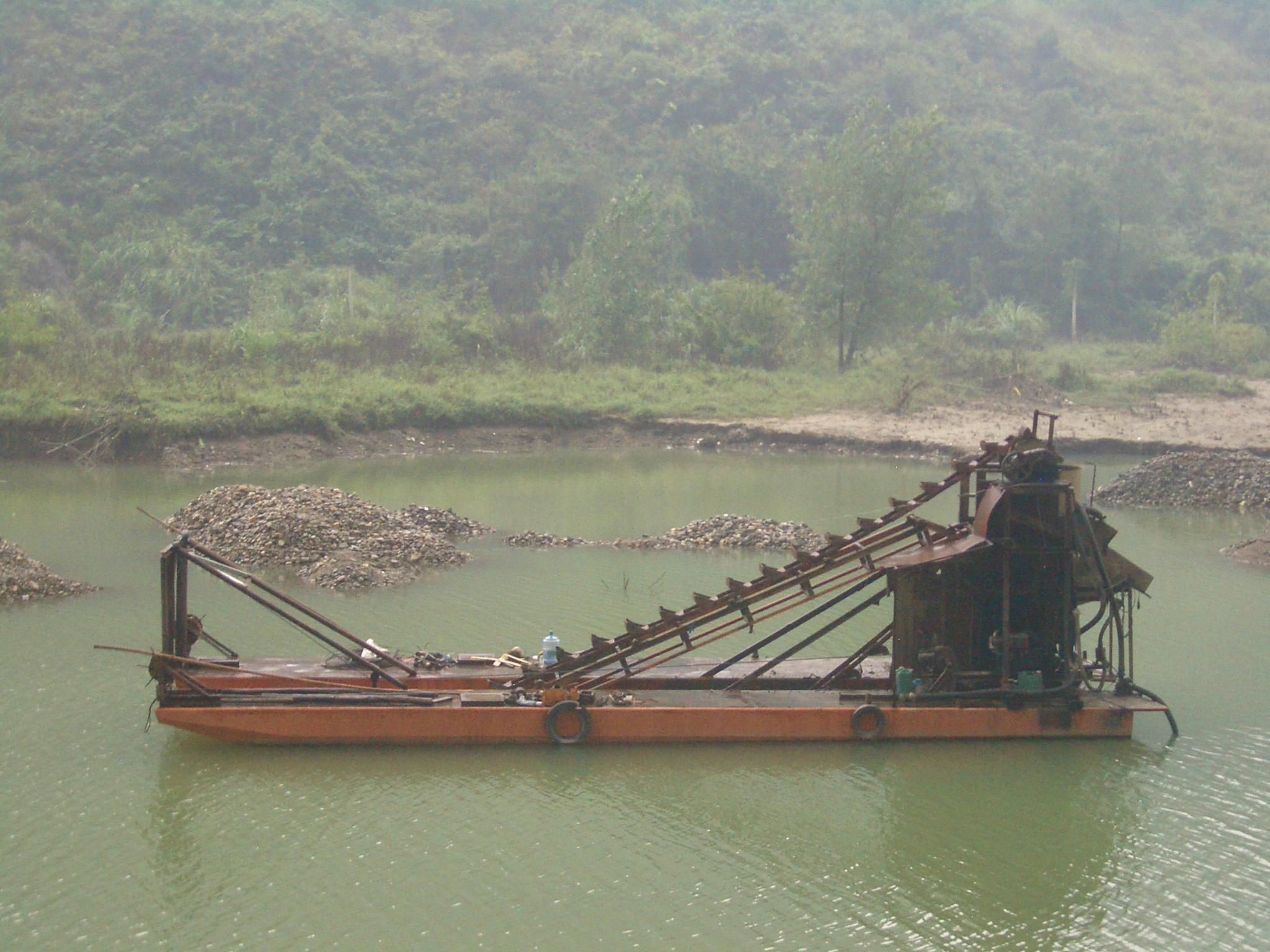
湖北富水水库

1969年7月，湖北江汉平原和鄂东山区发生特大暴雨，致使大部分地区11天降雨量近1000毫米，内涝和山洪灾害十分严重，时任国务院副总理李先念曾指示湖北要切实注意解决内涝问题。但“文化大革命”使各级水利机构一度瘫痪，水利建设和管理处于混乱状态。
湖北省黄石市的富水水库（兴建于1958年大跃进时期）地区于1969年6月下旬起当地出现持续降水， 7月17日大坝出险，入库洪峰流量达5211立方米每秒、库水位达到建库以来最大高度59.28米，最大泄洪量达到4000立方米没面，溢洪道一号闸门在半开启状态下泄洪，导致闸门支臂扭曲失事。水库闸门失事引发洪灾，富水、星潭、排市、率州、城关（已改名兴国镇）等地的沿河两岸农田房屋被淹，造成20人死亡、54人受伤，造成2.3万公顷农田受灾、无收面积1.6万公顷，倒塌房屋10156间，毁坏塘堰堤垸等561处。
1969年8月，洪湖田家口的长江幹堤溃口，淹没监利、洪湖两县1.69万平方公里土地。